# Nati nel 1988/Senza giorno specificato
| Questa pagina contiene informazioni ricavate automaticamente dalle voci biografiche con l'ausilio del template Bio e di un bot. L'aggiornamento è periodico e automatico e ricostruisce completamente la pagina. Se manca una persona in questa lista, sei pregato di non aggiungerla, ma accertati piuttosto che la sua voce biografica contenga il template Bio e che i dati anagrafici siano correttamente compilati. Se il template Bio manca, inseriscilo tu stesso o, in alternativa, metti l'avviso {{tmp\|Bio}} che ne segnala la mancanza. Se i dati riportati sono sbagliati, correggi direttamente la voce biografica; le modifiche saranno visibili in questa lista entro pochi giorni. Per chiarimenti vedi il progetto biografie. La lista contiene solo le 88 persone che sono citate nell'enciclopedia e per le quali è stato implementato correttamente il template Bio. Pagina aggiornata al 18 ago 2025. |

- Shayna Jo Afaisen, modella statunitense
- Aeham Ahmad, pianista siriano
- Mohammad Al Mulla, astronauta emiratino
- Maisoon Al Saleh, artista emiratina
- Giulia Andò, attrice italiana
- Limewax, disc jockey e produttore discografico ucraino
- Ivan Ave, rapper norvegese
- Irmak Aydın, attrice e scrittrice turca
- Rayyanah Barnawi, astronauta saudita
- Niloufar Bayani, biologa e attivista iraniana
- Georg Bechtold, ex giocatore di football americano tedesco
- Dania Ben Sassi, cantante berbera
- Guro Bottolfs, ex sciatrice alpina norvegese
- Felix Brenner, ex giocatore di football americano tedesco
- Nikolas Breuckmann, fisico tedesco
- Samuel Brinton, ingegnere e attivista statunitense
- Marie-Michèle Bélanger-Timothy, ex sciatrice alpina canadese
- Giulia Caminito, scrittrice italiana
- Damiete Charles-Granville, modella nigeriana
- Nick Cohee, ex sciatore alpino statunitense
- Kirsten Cooper, ex sciatrice alpina statunitense
- Ry X, cantautore e chitarrista australiano
- Travis Dawson, ex sciatore alpino canadese
- Jan Debeljak, ex sciatore alpino sloveno
- Maksim Emel'janyčev, direttore d'orchestra e clavicembalista russo
- Virginia Feito, scrittrice spagnola
- Miles Fink-Debray, ex sciatore alpino statunitense
- Rory Fleck-Byrne, attore irlandese
- Tyson Garnham, giocatore di football americano australiano
- Odile Gertze, modella namibiana
- Kaia Gulsvik, ex sciatrice alpina norvegese
- Maximilian Hammer, ex sciatore alpino statunitense
- Ayako Hara, modella giapponese
- Shamsia Hassani, artista afghana
- Bump Heldman, ex sciatore alpino statunitense
- Sabrina Herft, modella singalese
- Tesa Herman, ex sciatrice alpina slovena
- Maude Hirst, attrice britannica
- Kaliane Bradley, scrittrice britannica
- Reyhaneh Jabbari, iraniana († 2014)
- Juli Jakab, attrice ungherese
- Melissa Jones, attrice statunitense
- Brittany Kaiser, attivista e dirigente d'azienda statunitense
- Samantha Larson, alpinista statunitense
- Miloš Lišanin, ex giocatore di football americano serbo
- Kara Lord, modella guyanese
- Francesca Manfredi, drammaturga e scrittrice italiana
- Cédric Marshall Kissy, poeta ivoriano
- Katharine McGee, scrittrice statunitense
- Joana Metrass, attrice portoghese
- Ariel Mofondo, ex giocatore di football americano britannico
- Artchill Monney, ex giocatore di football americano e allenatore di football americano francese
- Ciso Morales, pugile filippino
- Yves Montand Niyongabo, regista ruandese
- Róisín O, cantante irlandese
- Jon Olivares, attore e insegnante spagnolo
- Iliana Papageorgiou, modella greca
- Boban Pesov, fumettista, youtuber e imprenditore macedone
- Christopher Poole, imprenditore statunitense
- Andrea Pospisilová, ex sciatrice alpina ceca
- Sara Pramstaller, ex sciatrice alpina e sciatrice freestyle italiana
- Micaela Reis, modella angolana
- Aleix Rengel Meca, attore spagnolo
- Enrique Rojas, tuffatore venezuelano
- Aloma Romero, attrice, ballerina e cantante spagnola
- Calvin Royal III, ballerino statunitense
- Chriss Salbu, ex sciatore alpino norvegese
- Davide Serino, sceneggiatore italiano
- Ali Shariati, attivista iraniano
- Joe Sowerbutts, attore britannico
- Chris Stuckmann, produttore cinematografico, critico cinematografico e youtuber statunitense
- Olivia Sudjic, scrittrice britannica
- Eri Suzuki, modella giapponese
- Akinobu Sōma, ex giocatore di football americano giapponese
- Rox, cantante britannica
- Rosarita Tawil, modella libanese
- Matthew Tennyson, attore teatrale britannico
- Matthew James Thomas, attore e cantante inglese
- Penelope Tsilika, attrice, ballerina e modella greca
- Jevhen Tymošenko, giocatore di poker ucraino
- Kätlin Valdmets, modella estone
- Ferran Vilajosana, attore spagnolo
- Kacper W. Wierzchos, astronomo polacco
- Nadine Njeim, modella libanese
- Jiang Xinlin, astronauta cinese
- Valentino Zucchetti, ballerino e coreografo italiano
- Khalid bin Salman Al Sa'ud, principe, ex militare e politico saudita
- Kristina Ševčenko, danzatrice ucraina